# Be My Valentine! (Anti-Crisis Girl)
Be My Valentine! (Anti-Crisis Girl) è un singolo della cantante ucraina Svitlana Loboda, pubblicato nel 2009 e successivamente incluso come prima traccia nell'album Anti-Crisis Girl.
Ha rappresentato l'Ucraina all'Eurovision Song Contest 2009, classificandosi al 12º posto nella finale dell'evento.

## Tracce
Testi di Jevgen Matjušenko, musiche di Svitlana Loboda.
1. Be My Valentine! (Anti-Crisis Girl) – 3:01

## Classifiche

### Classifiche settimanali
| Classifica (2009) | Posizione massima |
| ----------------- | ----------------- |
| Svezia            | 46                |
| Ucraina           | 7                 |

### Classifiche di fine anno
| Classifica (2009) | Posizione |
| ----------------- | --------- |
| Ucraina           | 111       |